# Sprachenmediathek Meran
Die Sprachenmediathek Meran ist eine Mediathek in Meran, die sich als öffentliche Kultureinrichtung  dem Lernen und Lehren von Sprachen, besonders Deutsch als Zweitsprache, und dem Kennenlernen anderer Kulturen widmet. Sie ist eine Einrichtung des Amtes für Zweisprachigkeit der Autonomen Provinz Bozen – Südtirol, deren Zweck es ist, den hier lebenden Sprachgruppen den Zugang zu Ressourcen zum Erlernen der beiden Landessprachen zu erleichtern.

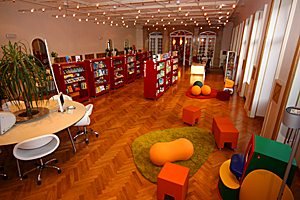
Die Mediathek von innen

## Geschichte

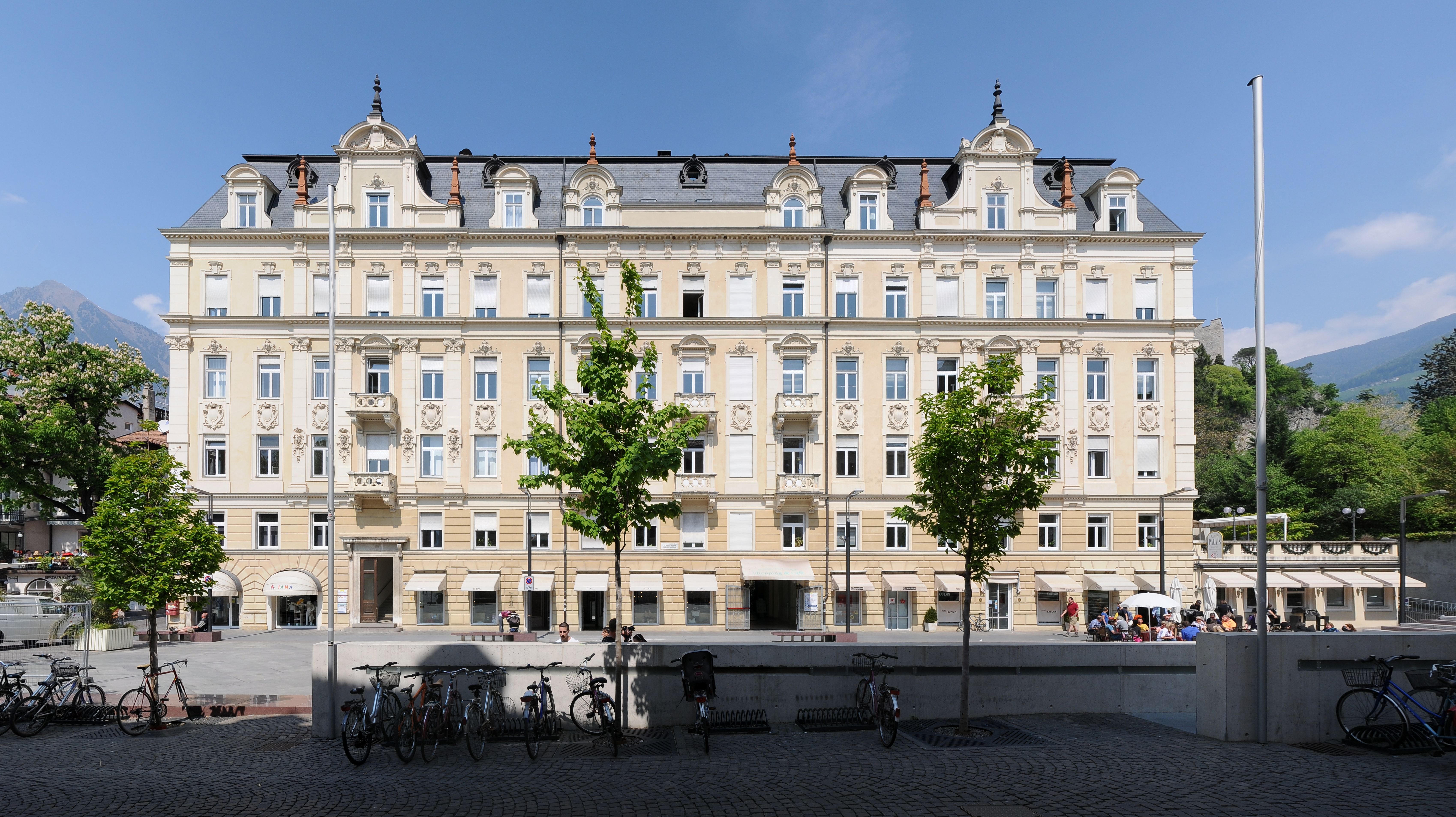
Palais Esplanade

Die im Jahr 2002 gegründete Mediathek befindet sich im historisch bedeutsamen Palais Esplanade, das 1767 an der Meraner Stadtmauer als Wirtshaus Händlern und Reisenden seine Tore öffnete. Nachdem die Stadtmauern 1878 niedergerissen wurden, baute man das Gebäude aus und änderte seinen Namen zu Ehren des illustren Stammgastes der 1840er Jahre in „Erzherzog Johann“.
Ein weiterer Umbau um die Jahrhundertwende, in dessen Zug das Gebäude auf fünf Stockwerke und 150 Zimmer erweitert wurde, erhob das ehemalige Wirtshaus zum Luxushotel. Die am reichsten ausgestattete Suite wurde der Kaiserin Sisi gewidmet, die sich des Öfteren in der Passerstadt aufhielt.
Während der beiden Weltkriege wurde das Hotel zeitweise für die Brotverteilung an die Bevölkerung sowie als Lebensmittellager benutzt. Nachdem in den 1970er-Jahren der Hotelbetrieb endgültig eingestellt worden war, fand eine grundlegende Renovierung statt, die den Räumlichkeiten wieder den Charme der Kaiserzeit verlieh.
Heute beherbergt der Spiegel-, Damen- und „Conversations-Saal“ die Sprachenmediathek Meran.

## Zweigstellen
Die Sprachenmediathek Meran hat keine eigentlichen Zweigstellen, ist jedoch mit der Stadtbibliothek Meran vernetzt und arbeitet eng mit der Zwillingseinrichtung „Multisprachenzentrum“ in der Landeshauptstadt Bozen zusammen.

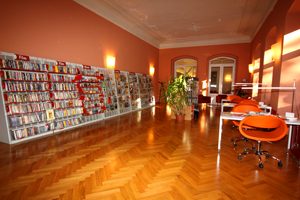
Lesesaal der Mediathek

## Bestand und Dienstleistungen
Die Mediathek hat über 3.000 Benutzer, die jährlich über 12.000 Entlehnungen tätigen oder andere Dienstleistungen in Anspruch nehmen. Der Bestand umfasst über 6.000 Medien in rund 20 Sprachen; das Hauptmerkmal ist das völlige Fehlen von Büchern. Stattdessen werden Hörbücher und Sprachkurse auf CD-ROM, DVD, Audio-CD und iPod angeboten. Weiters stehen über 40 nationale und internationale Tageszeitungen, Zeitschriften und Comics sowie eine Auswahl von Filmen in Originalsprache zur Verfügung.

### Dienstleistungen für Schulen und Studenten
- Führungen und Beratungen für alle Schularten und Klassenstufen
- Multimediale Lernprogramme für jedes Alter zum Erlernen von Fremd- oder Vertiefung von Zweitsprachen
- Digitale Lernprogramme auf iPods und Spielkonsolen (Nintendo, Playstation)

Multimedia-Stationen

### Allgemeine Serviceleistungen
- Leihverkehr und Internetpoint
- Führungen und Veranstaltungen zum Themenbereich Sprachen
- Virtueller Zeitungsstand
- Kinderbetreuung in verschiedenen Fremdsprachen
- Vorführung von Kinofilmen in Originalsprache mit Diskussionsrunde
- Sprachencafè
- Vorbereitung auf die Zweisprachigkeitsprüfung